# Ле Молина (Пистоја)
Ле Молина је насеље у Италији у округу Пистоја, региону Тоскана.
Према процени из 2011. у насељу је живело 139 становника. Насеље се налази на надморској висини од 95 м.